# Гоголино (Тверская область)
Гоголино — деревня в Удомельском городском округе Тверской области.

## География
Деревня находится в северной части Тверской области на расстоянии приблизительно 30 км на запад-северо-запад по прямой от железнодорожного вокзала города Удомля на левом берегу реки Мста.

## История
Деревня известна с 1530 года. В 1859 году принадлежала Широбокову Леониду Александровичу. В советский период истории работали колхозы им. Кагановича, «Восход», «Вперёд» и им. Дзержинского. Дворов (хозяйств) было 7 (1859), 70(1886), 59 (1911), 14 (1958), 11 (1986), 4 (1999). До 2015 года входила в состав Мстинского сельского поселения до упразднения последнего. С 2015 года в составе Удомельского городского округа. Ныне имеет дачный характер.

## Население
Численность населения: 238 человек (1859 год), 372 (1886), 302(1911), 123 (1958), 20(1986), 9 (1999), 10 (русские 100 %) в 2002 году, 0 в 2010.